# Derek Hood
Derek Dwayne Hood (nacido el 22 de diciembre de 1976 en Kansas City, Misuri) es un exjugador de baloncesto estadounidense que jugó una temporada en la NBA, además de jugar en la NBA D-League, la liga italiana, la liga francesa, la liga venezolana y otras competiciones menores de su país. Con 2,03 metros de estatura, jugaba en la posición de ala-pívot.

## Trayectoria deportiva

### Universidad
Tras haber disputado en 1995 el prestigioso McDonald's All-American Game, jugó durante cuatro temporadas con los Razorbacks de la Universidad de Arkansas, en las que promedió 10,4 puntos y 8,4 rebotes por partido. Con 1.003 rebotes, quedó segundo en la clasíficación histórica de su universidad en este apartado, sólo superado por Sidney Moncrief con 1.015. Fue dos veces máximo reboteador de la Southeastern Conference, que lo incluyó en su segundo mejor quinteto en 1999.

### Profesional
Tras no ser elegido en el Draft de la NBA de 1999, firmó con los Charlotte Hornets como agente libre, con los que únicamente disputó dos partidos en los que no consiguió anotar ni un solo punto. Jugó en ligas menores de su país, hasta que en 2001 fichó por el Pallalcesto Amatori Udine de la liga italiana, con los que únicamente disputó cinco partidos, en los que promedió 8,4 puntos y 6,4 rebotes.
Volvió a los Estados Unidos para jugar con los Mobile Revelers de la recién creada NBA D-League, donde en su primera temporada promedió 10,2 puntos y 8,7 rebotes por partido, siendo incluido en el 2.º mejor quinteto del campeonato. Al año siguiente repitió galardón, logrando además el campeonato de liga, ayudando con 10,1 puntos y 8,3 rebotes por encuentro.
Jugó posteriormente en los Toros de Aragua venezolanos y en el ASVEL Lyon-Villeurbanne, donde promedió 6,7 puntos y 6,0 rebotes en 10 partidos, retirándose en los Yakima Sun Kings de la CBA

## Estadísticas de su carrera en la NBA

### Temporada regular
| Temporada | Edad | Equipo            | Liga | Pos. | P | TIT | MIN | TC  | TCA | %TC  | 3P  | 3PA | %3P | TL  | TLA | %TL | R.OF. | R.DEF. | REB | ASIS | ROB | TAP | PER | FP  | PTS |
| 1999-00   | 23   | Charlotte Hornets | NBA  | PF   | 2 | 0   | 2.0 | 0.0 | 1.5 | .000 | 0.0 | 0.0 |     | 0.0 | 0.0 |     | 0.0   | 0.5    | 0.5 | 0.0  | 0.0 | 0.0 | 0.0 | 0.0 | 0.0 |
| Total     |      |                   | NBA  |      | 2 | 0   | 2.0 | 0.0 | 1.5 | .000 | 0.0 | 0.0 |     | 0.0 | 0.0 |     | 0.0   | 0.5    | 0.5 | 0.0  | 0.0 | 0.0 | 0.0 | 0.0 | 0.0 |